# لاتون آلتون هافمن
لاتون آلتون هافمن (انگلیسی: Laton Alton Huffman; ۳۱ اکتبر ۱۸۵۴ – ۲۸ دسامبر ۱۹۳۱) یک عکاس آمریکایی بود که از زندگی سرخ‌پوستان و غرب وحشی عکس می‌گرفت. او در شهرستان وین‌شیک، آیووا متولد شد و بیشتر عمر خود را صرف عکاسی از منطقه اطراف منطقه زندگی‌اش در مونتانا کرد. او که در ابتدا در فورت کیو کار می‌کرد، و کم‌کم شروع به فروش چاپ نگاتیوهای شیشه‌ای خود کرد. در سال ۱۹۷۶، به تالار وسترنرهای بزرگ موزه ملی میراث کابوی و وسترن راه یافت.

## آثار
آثار هافمن در مجموعه‌های عمومی زیر نگهداری می‌شود:
موزه جی. پاول گتی، لس‌آنجلس، کالیفرنیا.
موزه هنرهای معاصر سان فرانسیسکو، سان فرانسیسکو، کالیفرنیا: ۱ چاپ (تا نوامبر ۲۰۱۸)
مؤسسه هنر شیکاگو، شیکاگو، ایلینوی: ۲۲ چاپ (خریداری شده در سال ۱۹۷۵)

## نگارخانه

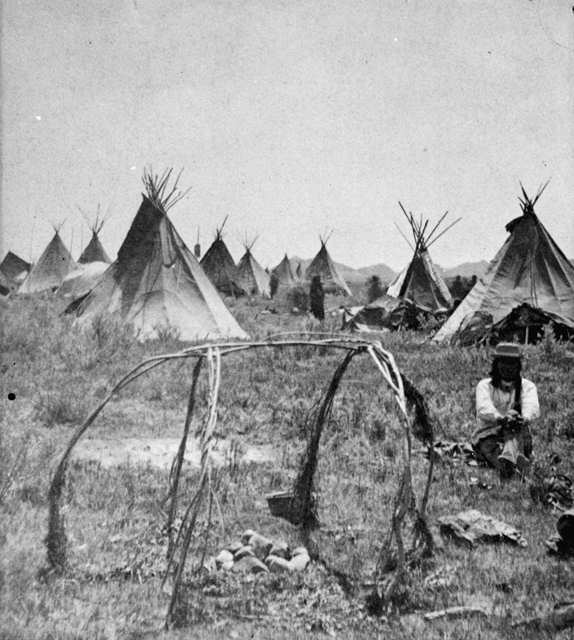
کلبه عرق، روستای سیوکس، اثر هافمن، گرفته شده بین سال‌های ۱۸۹۶ تا ۱۹۰۵. این عکس نیمی از یک استریوگرافی است.
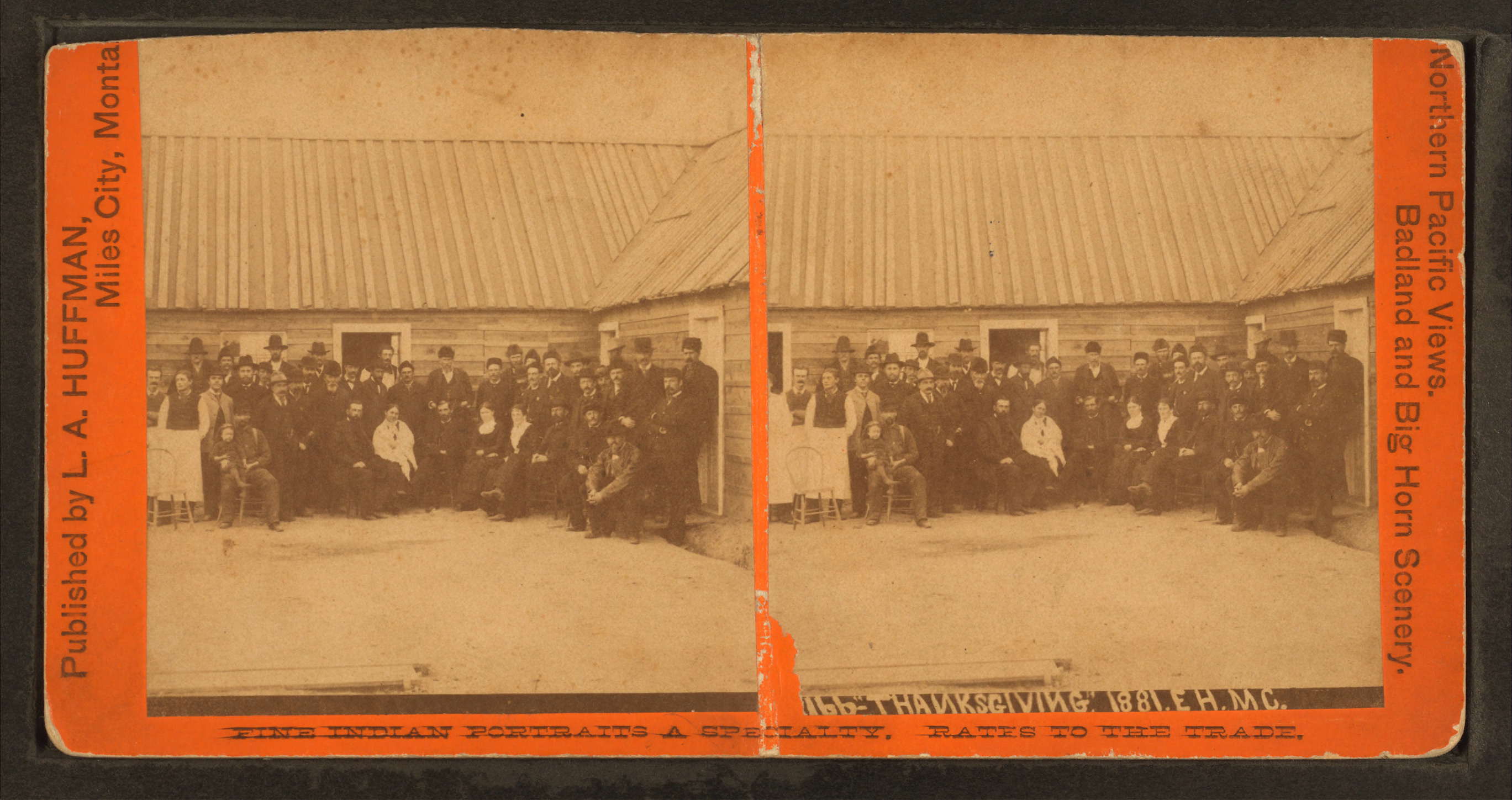
تصویر استریوگرافی E.H.M.C. مربوط به روز شکرگزاری در سال ۱۸۸۱، اثر هافمن، گرفته شده بین سال‌های ۱۸۷۰ تا ۱۹۲۰
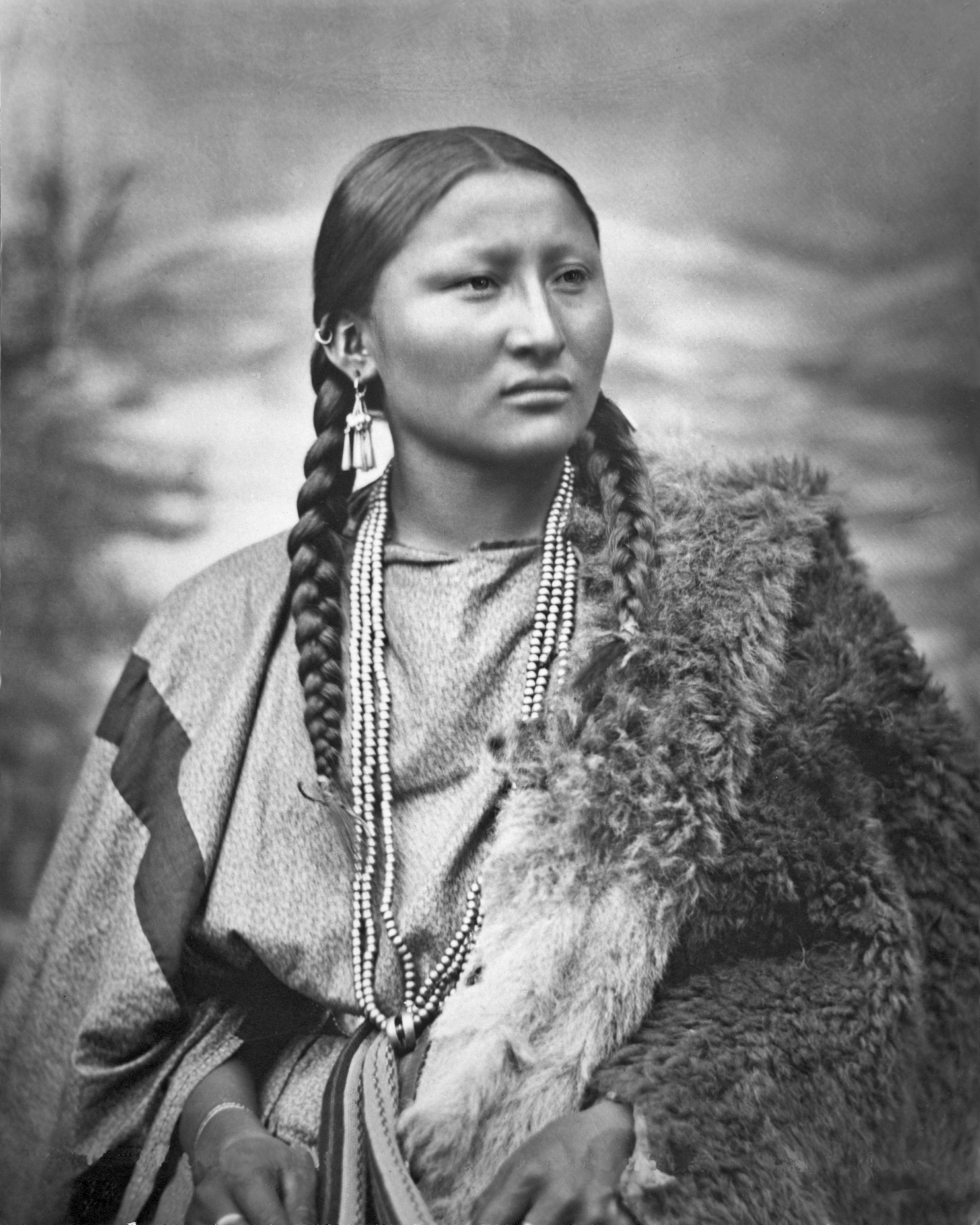
زن آراپاهو، پرتی نویز، ۱۸۷۹، بازسازی شده